# Pnyx

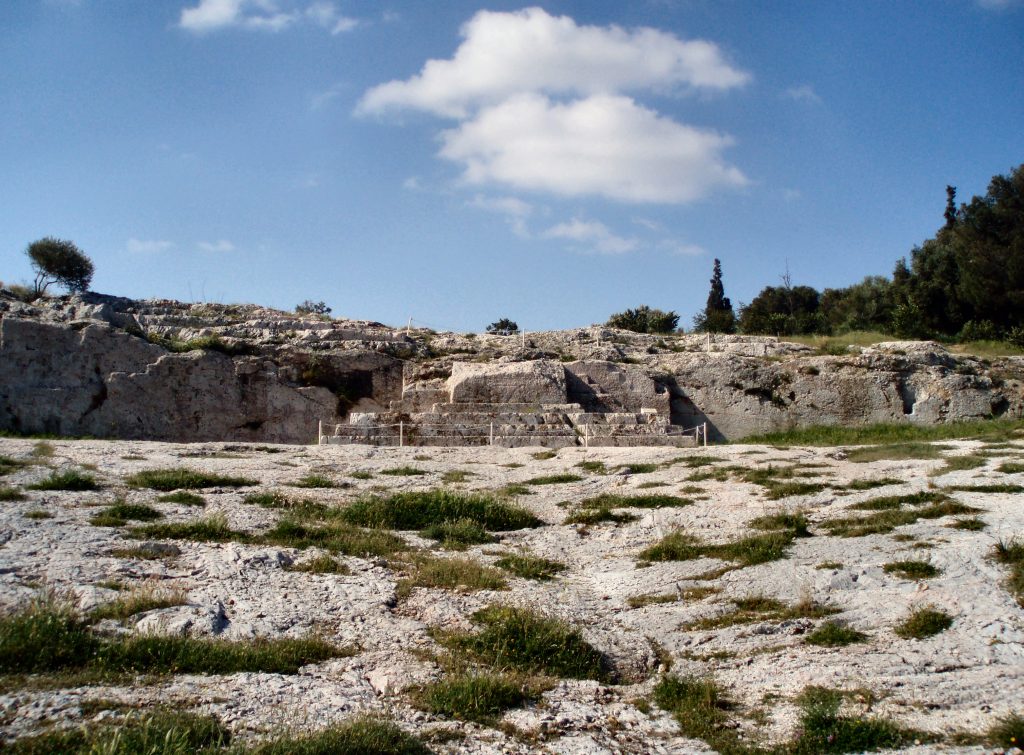
Pnyx med stegen för talarna.

Pnyx är en kulle och en fornlämning i Grekland. Den ligger i den sydöstra delen av landet, i huvudstaden Aten. Med början 507 f.Kr. samlades invånarna i Aten på Pnyx för folkförsamlingar.
Arkeologiska undersökningar som har pågått sedan 1910 har bekräftat att platsen är den för folkförsamlingarna.